# Philippe Munch
Pour les articles homonymes, voir Munch.
 (septembre 2016).
Si vous disposez d'ouvrages ou d'articles de référence ou si vous connaissez des sites web de qualité traitant du thème abordé ici, merci de compléter l'article en donnant les références utiles à sa vérifiabilité et en les liant à la section « Notes et références ».
Philippe Munch, né le 1er mars 1959 à Colmar (Haut-Rhin), est un illustrateur français résidant à Strasbourg.

## Biographie
Philippe Munch entre en 1980 dans l'atelier d'illustration créé par Claude Lapointe à l'École supérieure des arts décoratifs de Strasbourg. Ses études lui ont fait connaître John Howe[réf. nécessaire].
Depuis 1984, il exerce dans l’illustration de livres principalement destinés à la jeunesse.

## Publications

### Livre illustré
- 2011 :
  - Les Messagers du Temps 8 - le faucon du roi Philippe , Evelyne Brisou-Pellen , Folio Junior
  - Les Messagers du Temps 9 - le chevalier de Saint Louis , Evelyne Brisou Pellen, Folio Junior
  - Les Messagers du Temps 10 - le royaume d’Osiris , Evelyne Brisou-Pellen
- 2010 : 
  - Napoléon Bonaparte - Une jeunesse corse, Le Rubicon
  - Les Messagers du Temps 3 - l’otage d’Attila , Evelyne Brisou-Pellen , Folio Junior
  - Les Messagers du Temps 4 - le sceau de Clovis , Evelyne Brisou-Pellen , Folio Junior
  - Les Messagers du Temps 5 - l’épée des rois fainéants , Evelyne Brisou-Pellen , Folio Junior
  - Les Messagers du Temps 6 - le Noël de l’An 800 , Evelyne Brisou-Pellen , Folio Junior
  - Les Messagers du Temps 7 - Hugues Capet et les chevaliers noirs , Evelyne Brisou-Pellen, Folio Junior
- 2009 : 
  - Johnny Tambour – D-Lire, n°132
  - Les Messagers du temps 1 - Rendez-vous à Alesia , Evelyne Brisou-Pellen , Folio Junior
  - Les Messagers du temps 2 - Le Maître de Lugdunum  , Evelyne Brisou-Pellen , Folio Junior
- 2004 :
  - Opération Nautilus, La fille de l’Atlantide – Bayard jeunesse
  - Saki en Amazonie – Calligram, coll. À travers la fenêtre
- 2003 :
  - Kerri et Mégane – Le complot des robots, Nathan, coll. Pleine lune
  - L’Oracle d’Égypte – Mango jeunesse, coll. Autres Mondes
  - Sur les traces des Vikings – Gallimard jeunesse, coll. Sur les traces de…
  - Esclave ! – Milan, coll. Milan poche Junior Aventure
- 2002 :
  - Blues pour Marco – Réédition, Casterman, coll. Dix et Plus
  - Brocantic-trafic – Nathan, coll. Pleine lune
  - Une saison avec les loups – Gallimard jeunesse, coll. Folio junior
- 2001 :
  - Les Chimères de la mort – Mango jeunesse, coll. Autres Mondes
  - Les Voix de l’océan – Gallimard jeunesse, coll. Folio Junior
  - Petites chimères et monstres biscornus – Actes Sud junior
  - La Moïra – Bragelonne
  - Sous le drapeau noir – Réédition, Père Castor Flammarion, coll. Castor Poche
  - Sur les traces de dieux d’Égypte – Gallimard jeunesse, coll. Sur les traces de…
  - Sur les traces du roi Arthur – Gallimard jeunesse, coll. Sur les traces de…
- 2000 :
  - Blues pour Marco – Réédition, Casterman, coll. Huit et plus
  - D’où viens-tu Claudia ? – Gallimard jeunesse
  - Kerri et Mégane et l’oiseau-trésor – Nathan, coll. Pleine lune
  - Le Grizzli – Réédition, Gallimard jeunesse, coll. Folio Junior
  - Le Ramayana – Casterman
  - Rougemuraille – Mango
  - Saki en Amazonie – Calligram, collection À travers la fenêtre
- 1999 :
  - Eldorado – Gallimard jeunesse
  - Kerri et Mégane – Le donjon de Malmort – Nathan, coll. Pleine lune
  - Le Sortilège d’Égypte – Albin Michel jeunesse, coll. Les Compagnons de la peur
  - Les Dieux de Carthage – Albin Michel jeunesse, coll. Les Compagnons de la peur
  - L’Éveil du vampire – Albin Michel jeunesse, coll. Les Compagnons de la peur
  - Rêves mortels – Albin Michel jeunesse, coll. Les Compagnons de la peur
  - Sonnez les matines ! – Casterman, coll. Mystère
  - Un secret d’outre-tombe – Albin Michel jeunesse, coll. Les Compagnons de la peur
- 1998 :
  - Croc-Blanc – Gallimard jeunesse, coll. Chefs-d’œuvre universels
  - La Chienne tempête – Bayard jeunesse, coll. Je Bouquine
  - La Ruche de glace – Nathan, coll. Pleine lune
- 1997 :
  - Agence Pertinax – Réédition, Gallimard jeunesse, coll. Folio Junior
  - Alsace – Casterman
  - Blues pour Marco – Réédition, Casterman
  - Brocantic-trafic – Nathan, coll. Pleine lune
  - Frankestein – Gallimard jeunesse, coll. Chefs-d’œuvre universels
  - Sous le drapeau noir – Père Castor Flammarion, coll. Castor Poche
- 1996 :
  - Agence Pertinax – Gallimard jeunesse, coll. Lecture junior
  - Les Aventures de Tom Pouce – Casterman, coll. Classiques roses
  - Les Mange-forêts – Réédition, Nathan, coll. Pleine lune
  - Les Transmiroirs – Nathan, coll. Pleine lune
- 1995 :
  - La Grande Famille de Jo March – Casterman
  - Le Grizzli – Gallimard jeunesse, coll. Folio Junior
  - Les Cinq Pépins d’orange - Gallimard jeunesse, coll. Folio Junior
  - Ollé - Les Voyages du cormoran – Casterman, coll. Aventures à construire
  - Madame Curie – Gallimard, coll. Cadet Biographie
- 1994 :
  - Heidi – Casterman
  - L'Appel de la forêt – Gallimard jeunesse
  - Le Jardin secret – Casterman
  - Le Petit Chef de famille, textes de Corinne Fleurot – Casterman
  - Le Rêve de Jo March – Casterman
  - Le Roman de la momie – Casterman
  - Les Aventures de Capitaine Corcoran – Casterman
  - Les Aventures de Romain Kalbris – Casterman
  - Les Mange-forêts – Nathan
  - L’Escrocœur – Bayard jeunesse
  - L’Homme à l’oreille cassée – Casterman, coll. Bibliothèque bleue
  - Un billet de loterie – Casterman
- 1993 :
  - La Villa des revenants – Gallimard jeunesse, coll. Folio junior
  - Le Parfum de la dame en noir – Gallimard jeunesse, coll. Folio junior
  - L’Héritier disparu – Gallimard jeunesse, coll. Folio Junior
- 1992 :
  - La Fondation de Rome – Nathan
  - Le Maître du bronze – Bayard jeunesse, coll. Je Bouquine
  - SOS Terre – supplément illustré, Milan, coll. Bibliothèque Milan
  - Le Mystère de la chambre jaune – Gallimard jeunesse, coll. Folio Junior
  - La Pourpre du guerrier – Gallimard jeunesse
  - L’Esclave d’Athènes – Casterman
- 1991 :
  - Monsieur Fantastico – Milan, collection Bibliothèque Milan
  - Sans famille – Gallimard jeunesse
- 1990 :
  - L’Auberge des trois tambours – Casterman, coll. Passé composé
  - Le Ramayana – Casterman, coll. Épopée
- 1989 :
  - Les Aventures du mouton Marcel – Milan, coll. Bibliothèque Milan
  - Les Clandestins – Gallimard jeunesse
  - L'Île du docteur Moreau, Gallimard jeunesse, coll. Folio Junior
  - Mahil, Rendez-vous à Bombay, Casterman, coll. Aventures à construire
- 1988 :
  - Blues pour Marco – Casterman, coll. Mystère
  - Diego - Les Routes de la révolution – Casterman, coll. Aventures à construire
  - Le Seigneur des anneaux – Gallimard jeunesse, coll. Folio Junior (couverture non peinte par l’illustrateur)
  - Le Sorcier aux loups – Rageot
- 1987 :
  - Grite parmi les loups – Gallimard jeunesse, coll. Folio Junior
  - Odamok, Le secret de l’enfant aux yeux bleus – Casterman, coll. Aventures à construire
  - Le Poney rouge – supplément illustré, Gallimard, coll. Folio Junior
  - L'Île au trésor – supplément illustré, Gallimard, coll. Folio Junior
- 1986 :
  - Le Maître de Juventa, Hachette jeunesse, coll. Science-Fiction
  - Les Pirates de l’espace – Gallimard jeunesse, coll. Folio Junior
  - L’Invasion des androïdes – Gallimard jeunesse, coll. Folio Junior
  - Terreur sur la planète – Gallimard jeunesse, coll. Folio Junior
- 1985 :
  - L’Habitant des étoiles – Gallimard jeunesse, coll. Folio Junior
  - Youg – Gallimard jeunesse, coll. Folio Junior
- 1984 :
  - Le Géant de fer – Gallimard jeunesse, coll. Folio Cadet
  - Le Robinson suisse – Casterman
- 1976-1977 :
  - Illustrations pour la série TV L’Alsace crayonnée de FR3 Alsace
  - Illustrations pour Bayard Presse, coll. Okapi

### Bande dessinée
Illustrateur et auteur pour Les Dernières Nouvelles d'Alsace, premier journal du Bas-Rhin.
- avant 1977 : dessins et courtes BD pour le journal L'Alsace
- 1977-1978 : « La guerre des paysans », Les Dernières Nouvelles d'Alsace
- 1978 :
  - « Les mésaventures de Hansélé » (auto-caricature, autodérision), Les Dernières Nouvelles d'Alsace, Ressacs
  - « Le jeu de Saint Pierre et du démon », Les Dernières Nouvelles d'Alsace
- 1980 : « Le vœu de Frantz », Les Dernières Nouvelles d'Alsace
- 1982 : Intrigue à l’entracte, Bayard Presse, collection « Okapi »
- 1982-1984 : diverses courtes BD pour Bayard Presse, collection « Okapi »